# Blechnum serrulatum
Blechnum serrulatum là một loài thực vật có mạch trong họ Blechnaceae. Loài này được Rich. mô tả khoa học đầu tiên năm 1792.

## Hình ảnh

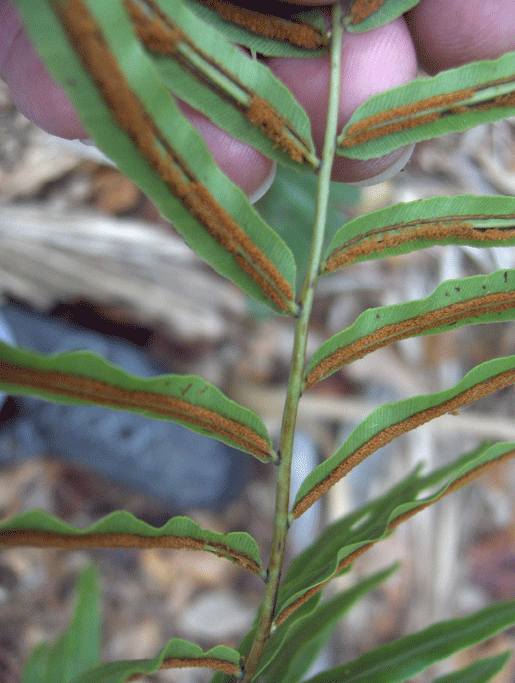
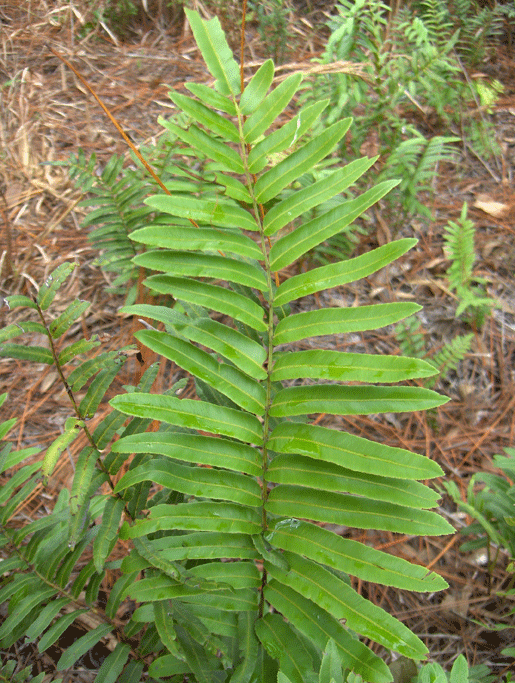
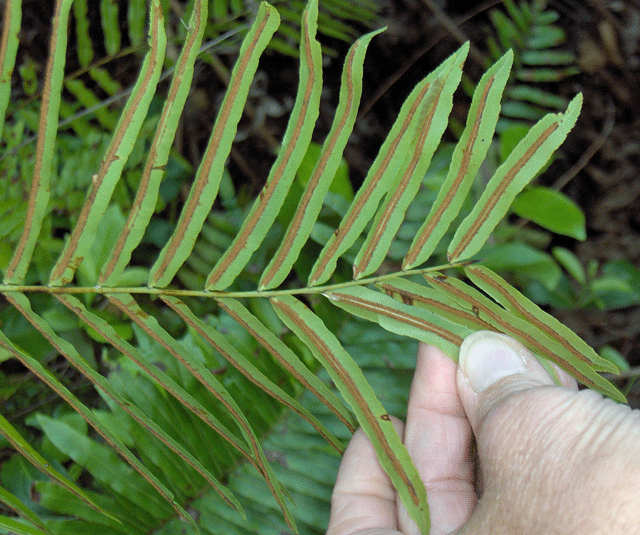
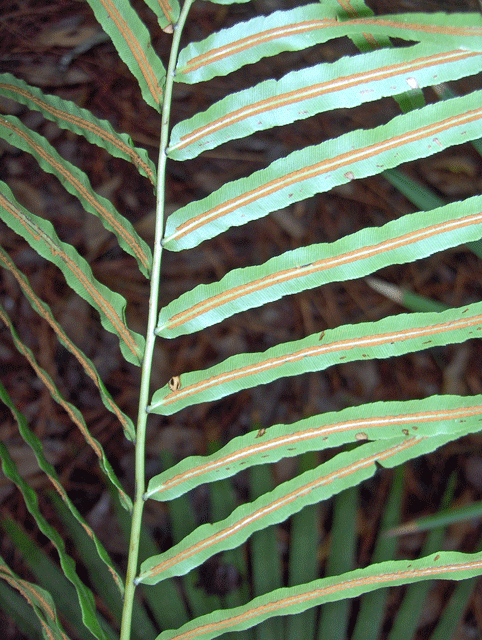